# New Electrically Activated Suspension
NEAS staat voor: New Electrically Activated Suspension. Het wordt gebruikt op motorfietsen van Suzuki. De handremhendel geeft een elektrisch signaal door aan de regelklep in de voorvorkpoot. Hierdoor ontstaat een combinatie van progressieve demping en duikt de motorfiets niet.
NEAS werd voor het eerst getoond op de Motorsalon van Parijs in 1985 op de Suzuki GSX-R 1100 en de GSX-R 750 Limited Version, het is de opvolger van de Posi Damp Fork. 